# Incala nubila
Incala nubila är en skalbaggsart som beskrevs av Oliver Erichson Janson 1885. Incala nubila ingår i släktet Incala och familjen Cetoniidae. Inga underarter finns listade i Catalogue of Life.